# Paula Jordan (Illustratorin)
Paula Jordan (* 15. März 1896 in Straßburg; † 18. August 1986 in Stuttgart) war eine deutsche Buchillustratorin, Autorin und Malerin.

## Leben

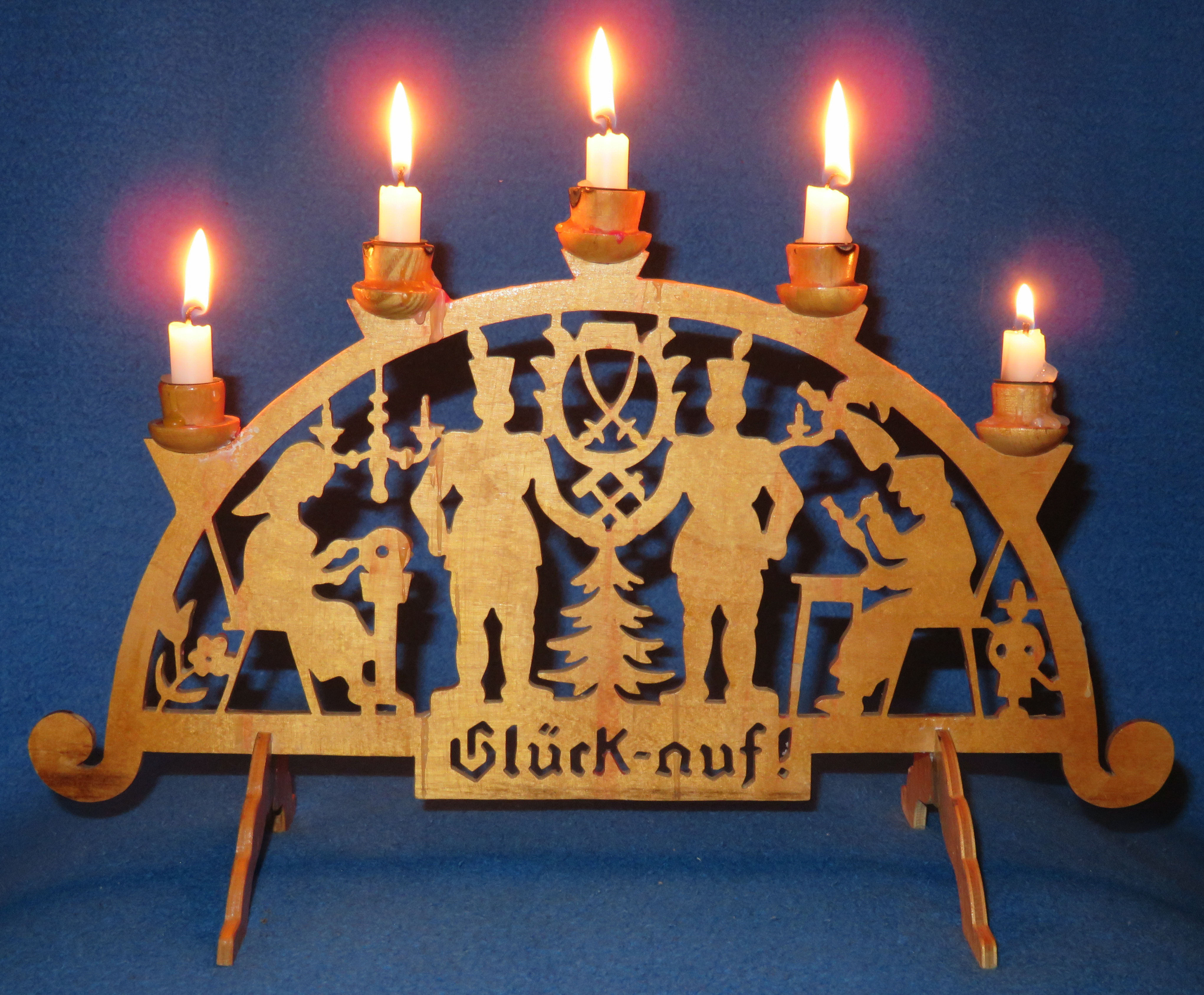
Schwibbogen in Anlehnung an das von Paula Jordan 1937 entworfene Motiv

Die Tochter eines katholischen Straßburger Kunstmalers und einer zum Katholizismus konvertierten, ursprünglich evangelisch-lutherischen Mutter trat als Erwachsene in die evangelisch-lutherische Kirche über. Sie studierte an der Akademie für Graphische Künste und Buchgewerbe in Leipzig, wo sie von 1922 bis 1952 freiberuflich arbeitete. Als Künstlerin, Autorin und Buchillustratorin war sie an der Gestaltung von mindestens 100 Büchern und Zeitschriften beteiligt und wurde vor allem für die Darstellung biblischer Motive, meist in Kinderbüchern bekannt. Zu ihren bedeutendsten Werken zählen die Illustrationen im 1941 erstmals erschienenen Religionslehrbuch Jörg Erbs Schild des Glaubens, das insgesamt 1,6 Millionen Mal gedruckt wurde. Im Zusammenhang mit einer Revision dieses Buches wegen eines möglichen unterschwelligen Antijudaismus musste sie 1970 einige ihrer Bilder verändern, die sie selbst als „noch romantische Zeichnungen“ bezeichnete.
1937 legte sie den Entwurf für den ersten Großschwibbogen Deutschlands vor, der das Wahrzeichen der von Friedrich Emil Krauß organisierten erfolgreichen Feierohmd-Schau in Schwarzenberg/Erzgeb. wurde und eine große Verbreitung fand. Sie entwarf außerdem Kirchenfenster – so etwa für die evangelisch-methodistische Kreuzkirche in Leipzig, die evangelisch-lutherische St.-Laurentius-Kirche in Leipzig-Leutzsch und die Kirche Marienbrunn in Leipzig-Marienbrunn –, fertigte Holzschnitte und Zeichnungen.
1952 verließ sie die DDR und zog nach Stuttgart. Sie arbeitete fortan für den Verlag der Jungen Gemeinde und für den Stauda-Verlag Kassel. Ihre letzten Lebensjahre verbrachte sie in einem christlichen Seniorenheim in Stuttgart, wo sie 1986 starb.

## Kritik
Paula Jordan wird vorgeworfen, dass sie die positiven Helden der Bibel als reinrassige Arier darstellte; deren Widerparts hingegen waren dem nationalsozialistischen Stereotyp für Juden verpflichtet.
Indem der von ihr illustratorisch verantwortete „Schild des Glaubens“ die christliche Nachkriegsgeneration in Deutschland geprägt hat, führte sie das diesbezügliche Bild eines arisierten Jesus fort.